# Abraxas permutans
Abraxas permutans är en fjärilsart som beskrevs av Eugen Wehrli 1931. Abraxas permutans ingår i släktet Abraxas och familjen mätare. Inga underarter finns listade i Catalogue of Life.